# يوشينوري سنبيشي
يوشينوري سنبيشي (باليابانية: 千疋 美徳) (مواليد 5 يناير 1964)، هو لاعب كرة قدم ياباني سابق كان يلعب كمدافع.

## وصلات خارجية
- J.League Data Site (باليابانية)